# Memphis (gênero)
Memphis é um gênero de insetos, proposto por Jakob Hübner em 1819; contendo borboletas neotropicais da família Nymphalidae e subfamília Charaxinae e sendo o maior gênero dentro da tribo Anaeini, com diversas espécies distribuídas do México à Argentina (incluindo a região do Caribe). São caracterizadas por ter um voo muito rápido e forte; se alimentando de substâncias em umidade nas folhas e solo ou podendo ser vistas sobre fezes, carniça e sugando fermentação em frutos caídos; em florestas tropicais e subtropicais úmidas ou outros habitats semi-sombreados, onde tendem a permanecer estáveis na folhagem do dossel florestal. Apresentam, vistos por cima, cores como marrom, amarelo, laranja, ou rosa, sendo mais frequentes os diversos tons em azul, violeta e negro-acastanhado. Fêmeas podem possuir colorações alares diferenciadas das dos machos. Por baixo, estas borboletas possuem tons marrons ou cinzentos e têm uma semelhança muito forte com as folhas mortas, casca de árvores ou pedregulhos, sendo conhecidas, em língua portuguesa, por finge-folha. Em Memphis anna, encontrada no Brasil amazônico, esta padronagem chega a imitar detritos sobre a folha decomposta.

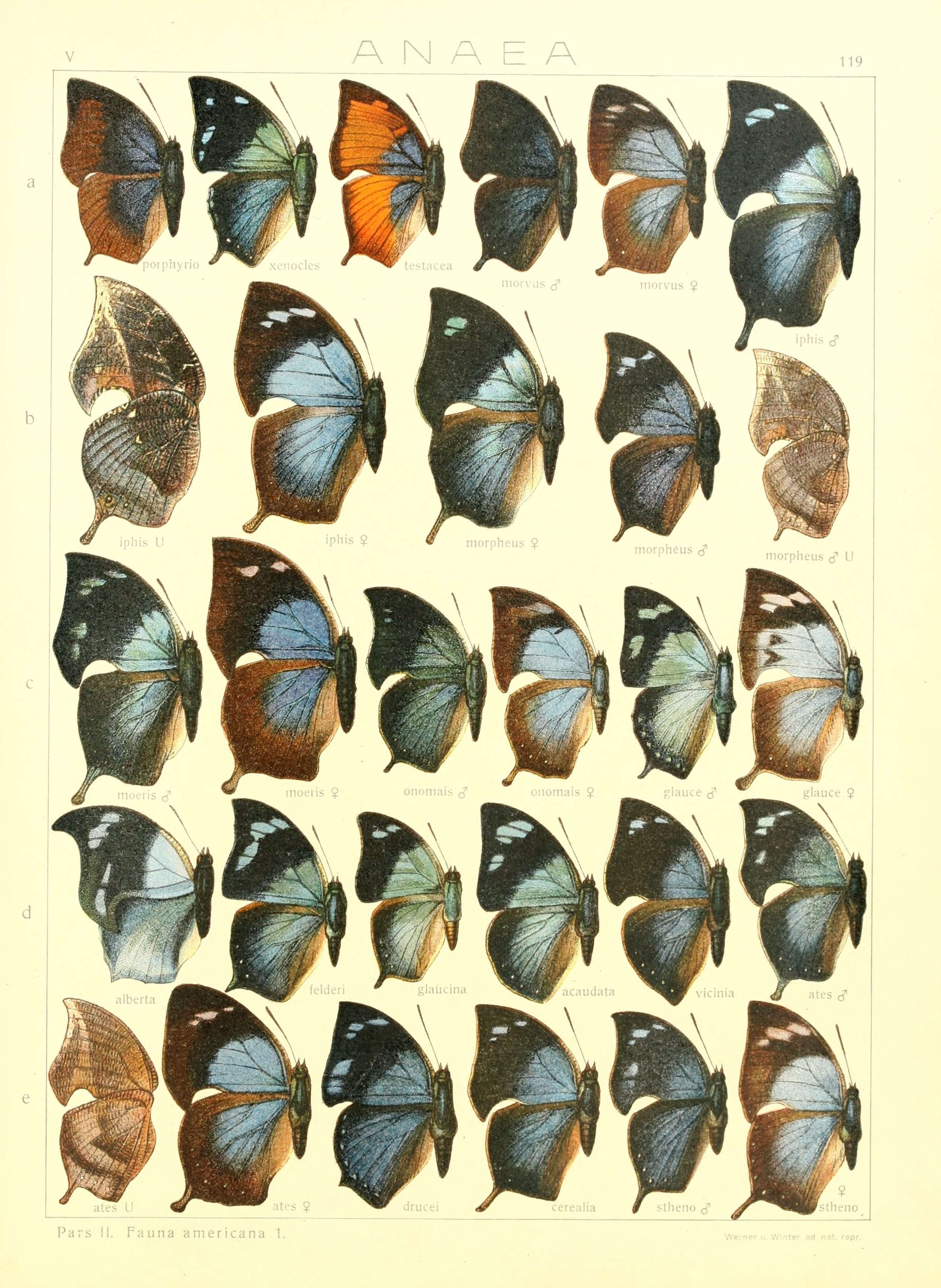
Ilustração de 1906, retirada da obra The Macrolepidoptera of the world; a systematic description of the hitherto known Macrolepidoptera, de Adalbert Seitz, com borboletas do gênero Memphis, outrora um subgênero de Anaea.
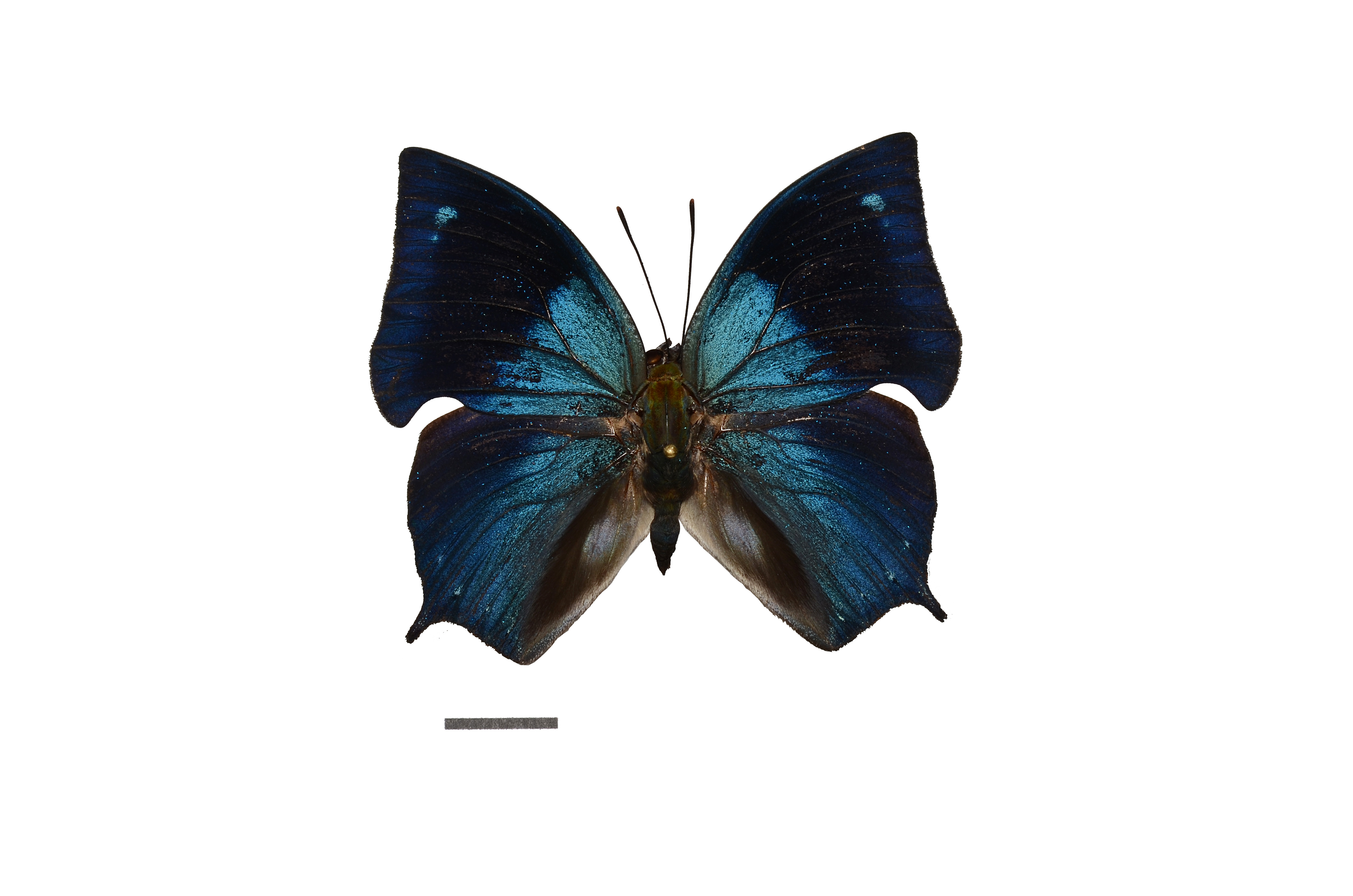
Vista superior de borboleta do gênero Memphis, o maior da tribo Anaeini de espécies neotropicais.
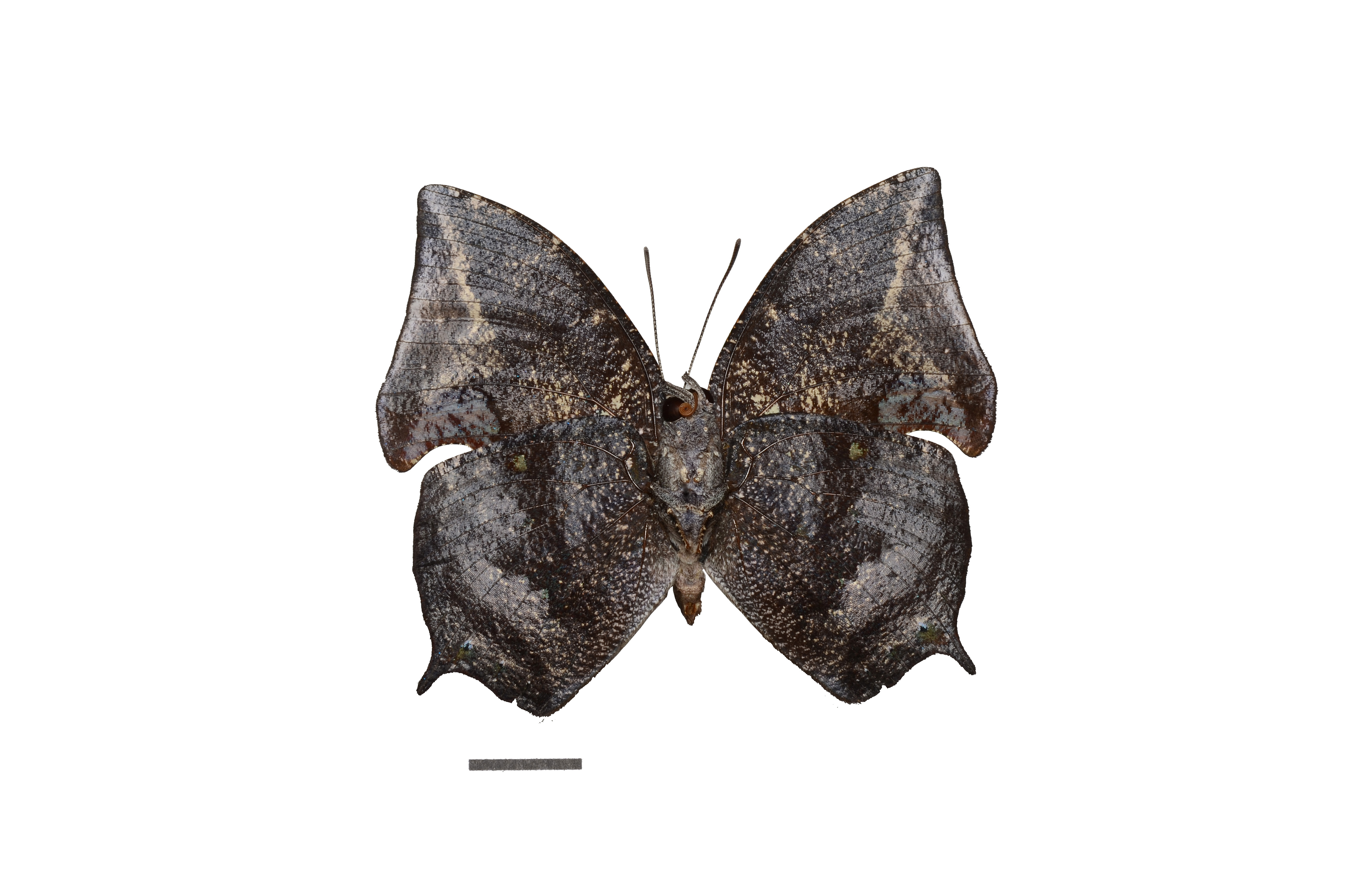
Vista inferior de borboleta do gênero Memphis.
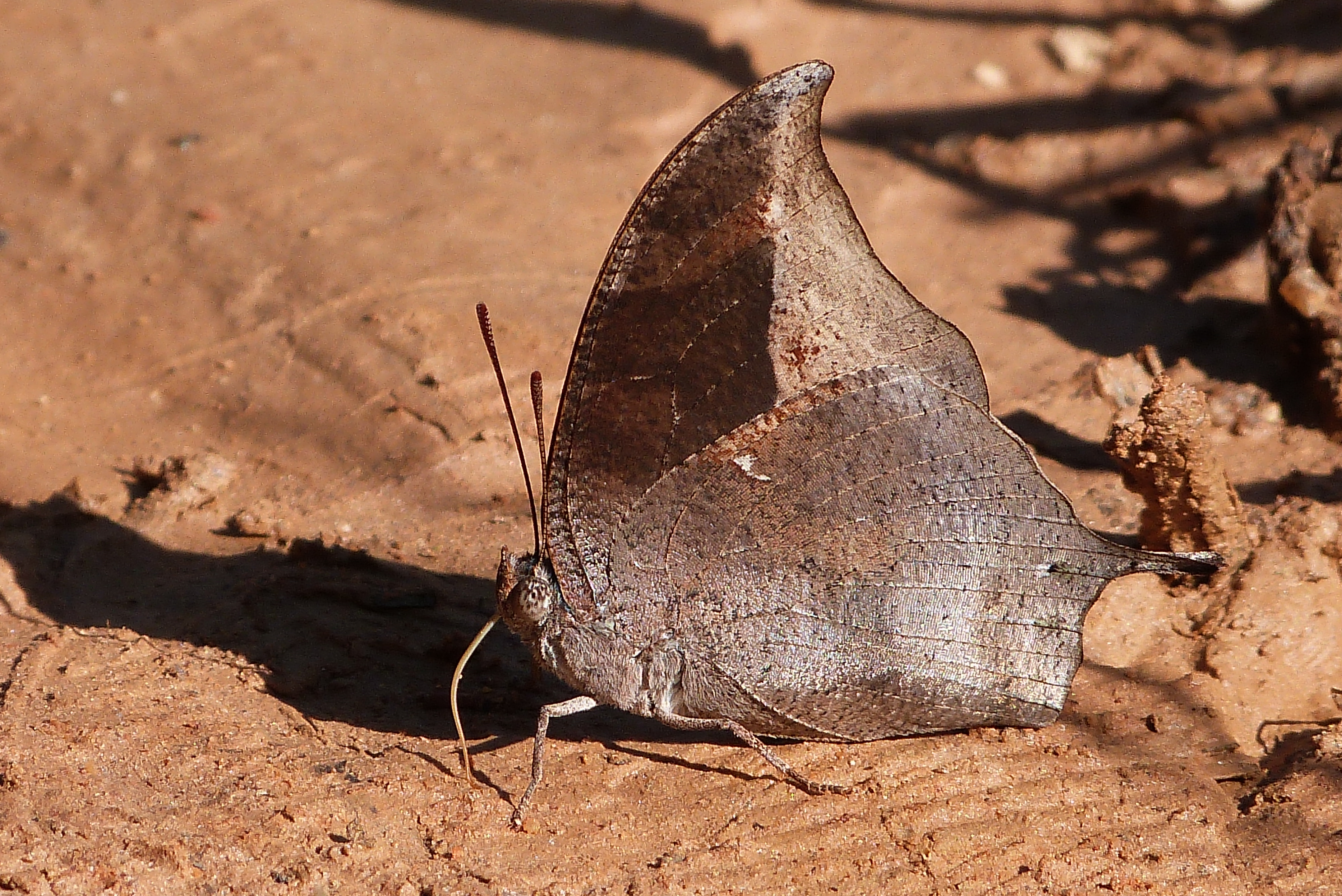
Vista inferior de M. appias, se alimentando de substâncias mineralizadas do solo.

## Espécies e nomenclatura vernácula inglesa, localidade-tipo e distribuição
Informações retiradas da página Butterflies of America; exceto quando indicado.
- Memphis acaudata (Röber, 1916)* - Localidade-tipo: Bolívia
- Memphis acidalia (Hübner, [1819])* - Localidade-tipo: Suriname
- Memphis alberta (H. Druce, 1876) - Localidade-tipo: Peru
- Memphis ambrosia (H. Druce, 1874) - Localidade-tipo: Panamá; Ambrosia Leafwing
- Memphis anassa (C. Felder & R. Felder, 1862)* - Localidade-tipo: Brasil (Amazonas)
- Memphis anna (Staudinger, 1897)* - Localidade-tipo: Brasil (Amazonas), Peru
- Memphis appias (Hübner, [1825])*
- Memphis arginussa (Geyer, 1832)* - Localidade-tipo: Brasil
- Memphis artacaena (Hewitson, 1869) - distribuição: México à Colômbia; White-patched Leafwing
- Memphis aulica (Röber, 1916) - Distribuição: Costa Rica ao Panamá; Aulica Leafwing
- Memphis aureola (H. Bates, 1866) - Distribuição: México à Colômbia; Aureola Leafwing
- Memphis basilia (Stoll, 1780) - Localidade-tipo: Suriname
- Memphis beatrix (H. Druce, 1874) - Distribuição: Costa Rica ao Panamá; Beatrix Leafwing
- Memphis boliviana (H. Druce, 1877) - Localidade-tipo: Bolívia
- Memphis catinka (H. Druce, 1877)
- Memphis cerealia (H. Druce, 1877)* - Localidade-tipo: Peru
- Memphis cleomestra (Hewitson, 1869) - Localidade-tipo: Colômbia
- Memphis cluvia (Hopffer, 1874) - Localidade-tipo: Bolívia
- Memphis dia (Godman & Salvin, 1884) - Localidade-tipo: Panamá; Dia Leafwing
- Memphis falcata (Hopffer, 1874) - Localidade-tipo: Peru
- Memphis forreri (Godman & Salvin, 1884) - Distribuição: México à Costa Rica; Forrer's Leafwing
- Memphis glauce (C. Felder & R. Felder, 1862)* - Localidade-tipo: Brasil (Amazonas); Glauce Leafwing[15]
- Memphis grandis (H. Druce, 1877)
- Memphis hedemanni (R. Felder, 1869) - Distribuição: México à Guatemala; Hedemann's Leafwing
- Memphis herbacea (A. Butler & H. Druce, 1872) - Distribuição: México à Costa Rica; Herbacea Leafwing
- Memphis hirta (Weymer, 1907) - Localidade-tipo: Brasil
- Memphis iphis (Latreille, [1813])
- Memphis juliani Constantino, 1999 - Localidade-tipo: Colômbia
- Memphis laertes (Cramer, 1775) - Localidade-tipo: Suriname
- Memphis laura (H. Druce, 1877) - Localidade-tipo: Panamá
- Memphis lemnos (H. Druce, 1877)* - Localidade-tipo: Peru
- Memphis leonida (Stoll, 1782)* - Localidade-tipo: Suriname
- Memphis lineata (Salvin, 1869)* - Localidade-tipo: Bolívia
- Memphis lorna (H. Druce, 1877) - Localidade-tipo: Bolívia
- Memphis lyceus (H. Druce, 1877) - Distribuição: Costa Rica à Bolívia; Lyceus Leafwing
- Memphis maria Pyrcz & Neild, 1996 - Localidade-tipo: Venezuela
- Memphis moeris (C. Felder & R. Felder, 1867) - Localidade-tipo: Colômbia
- Memphis montesino Pyrcz, 1995 - Localidade-tipo: Venezuela
- Memphis mora (H. Druce, 1874)* - Localidade-tipo: Colômbia
- Memphis moruus (Fabricius, 1775)* - Localidade-tipo: "Índia" (na descrição)
- Memphis neidhoeferi (Rotger, Escalante & Coronado, 1965) - Distribuição: México à Costa Rica; Wavy-edged Leafwing
- Memphis nenia (H. Druce, 1877) - Localidade-tipo: Brasil (São Paulo)
- Memphis oenomais (Boisduval, 1870)* - Distribuição: leste do México à América Central; Edge Leafwing
- Memphis offa (H. Druce, 1877)* - Localidade-tipo: Equador
- Memphis otrere (Hübner, [1825])* - Localidade-tipo: Brasil
- Memphis pasibula (E. Doubleday, [1849]) - Localidade-tipo: Venezuela
- Memphis perenna (Godman & Salvin, 1884) - Localidade-tipo: Guatemala; Perenna Leafwing
- Memphis phantes (Hopffer, 1874)* - Localidade-tipo: Peru
- Memphis philumena (E. Doubleday, [1849])* - Localidade-tipo: Bolívia
- Memphis pithyusa (R. Felder, 1869) - Localidade-tipo: México (Veracruz); Pale-spotted Leafwing
- Memphis polycarmes (Fabricius, 1775)* - Espécie-tipo[2] / Localidade-tipo: "Indiis" (na descrição)
- Memphis polyxo (H. Druce, 1874) - Localidade-tipo: Brasil (Rio de Janeiro)
- Memphis praxias (Hopffer, 1874) - Localidade-tipo: Peru; Cyan Leafwing[16]
- Memphis schausiana (Godman & Salvin, 1894) - Localidade-tipo: México (Veracruz); Great Leafwing
- Memphis proserpina (Salvin, 1869) - Distribuição: México à Costa Rica; Proserpina Leafwing
- Memphis elara (Godman & Salvin, 1897) - Distribuição: Costa Rica ao Panamá; Elara Leafwing
- Memphis kingi (L. Miller & Nicolay, 1971) - Distribuição: Panamá; King's Leafwing
- Memphis pseudiphis (Staudinger, 1887)* - Localidade-tipo: Colômbia
- Memphis salinasi Pyrcz, 1993 - Localidade-tipo: Venezuela
- Memphis verticordia (Hübner, [1831]) - Localidade-tipo: ilha de São Domingos; Hispaniolan Leafwing
- Memphis echemus (E. Doubleday, [1849]) - Localidade-tipo: "Honduras" (na descrição); Cuban Leafwing
- Memphis intermedia (Witt, 1972) - Localidade-tipo: Bahamas; Bahaman Leafwing
- Memphis dominicana (Godman & Salvin, 1884) - Localidade-tipo: Dominica; Dominican Leafwing
- Memphis viloriae Pyrcz & Neild, 1996 - Localidade-tipo: Venezuela
- Memphis wellingi L. Miller & J. Miller, 1976 - Distribuição: México; Welling's Leafwing
- Memphis xenippa (A. Hall, 1935) - Localidade-tipo: Colômbia
- Memphis xenocles (Westwood, 1850)* - Localidade-tipo: Bolívia

(*) espécies encontradas no território brasileiro, de acordo com o livro Butterflies of Brazil / Borboletas do Brasil, de Haroldo Palo Jr.